# Cryptocanthon parvus
Cryptocanthon parvus là một loài bọ cánh cứng trong họ Bọ hung (Scarabaeidae).